# Jam Zapolski
Jam Zapolski (ros. Запольский Ям, Заполин Ям, Ям Запольный) – wieś w obwodzie pskowskim Rosji, na południe od Pskowa w pobliżu miasta Wielkie Łuki. Nazwa historyczna, obecnie w tym rejonie znajduje się kilka wsi o nazwie Jam. Według historyków, może chodzić o Jam w rejonie diedowickim (z nazwą przymiotnikową Ям Сорокинской 'Jam Sorokinskoj'), jednak nie jest to pewna lokalizacja.
Miejsce zawarcia dziesięcioletniego rozejmu kończącego wojnę polsko-rosyjską 1579–1582. o Inflanty. Na jego mocy ziemia połocka oraz zamki na Inflantach przypadły Polsce, zaś Polacy oddali Moskwie Wielkie Łuki.